# NEOS Lab

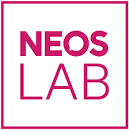

Das NEOS Lab ist die Parteiakademie der NEOS – Das Neue Österreich und Liberales Forum. Es ist Mitglied des European Liberal Forum.

## Geschichte
Der Verein wurde am 25. Februar 1987 als Liberale Initiative Österreich gegründet und war zunächst eine nicht an eine Partei gebundene Bildungseinrichtung, die regelmäßig Veranstaltungen organisierte. Nach der Gründung des Liberalen Forums (LIF) 1993 entstand ein enger Kontakt zwischen dem Verein und der Partei, der spätestens nach der Nationalratswahl 1994 die Finanzierung einer politischen Akademie zustand. So wurde der Verein in das Liberale Bildungsforum umfirmiert und fungierte in der Folge als Parteiakademie des Liberalen Forums.
Nach dem Ausscheiden des LIF aus dem Nationalrat 1999 und dem damit verbundenen Ende der staatlichen Finanzierung nahmen die Aktivitäten drastisch ab. 2002 ging es in das Liberale Institut über, das die Funktion als Veranstalter und Impulsgeber wiederbeleben sollte. 2013 fusionierte dieses mit dem Liberalen Zukunftsforum (LZF). Im Rahmen der Fusion des LIF mit NEOS im Januar 2014 wurde das LZF zum NEOS Lab, der Parteiakademie der fusionierten Partei.
Von 2014 bis Dezember 2018 wurde das NEOS Lab von Josef Lentsch als Direktor geleitet. Ab dem 1. Dezember 2018 lag die Leitung bei Birgit Allerstorfer, von 1. Juni 2020 bis 31. August 2023 war Lukas Sustala Direktor des NEOS Lab. Anschließend war Kristina Janjic von August 2023 bis Oktober 2024 Geschäftsführerin.
Die Präsidentin des NEOS Lab war Indra Collini, ihr Nachfolger ist seit 2024 Helmut Brandstätter.

## Ziele
Nach eigenen Angaben will es Raum schaffen für kritisches Denken, für selbstbestimmtes Lernen und für einen offenen Diskurs über politische Inhalte, Strukturen und Anforderungen im 21. Jahrhundert. Es soll damit eine Gesellschaft freier, emanzipierter und mutiger Bürgerinnen und Bürger und zukunftsfähige Institutionen stärken.

## Angebote
Das NEOS Lab besteht aus den Säulen Academy und Thinktank. Die Academy richtet ein umfassendes Fort- und Weiterbildungsangebot aus, das NEOS-Mitarbeitern, Mandatsträgern, aber auch interessierten Bürgern kostenlos zur Verfügung steht. Der Thinktank publiziert Policy Briefs, Blogposts und Podcasts zu aktuellen politischen und wirtschaftlichen Themen, die kostenlos heruntergeladen werden können. Immer wieder richtet das NEOS Lab auch Events und Podiumsdiskussionen aus, die von allen Interessierten kostenlos besucht werden können.